# Muscle mentonnier
Le muscle mentonnier (Musculus mentalis en latin) est un petit muscle facial cutané pair de la partie centrale du menton.

## Description
Le muscle mentonnier est un muscle plat triangulaire situé sur la partie superficielle du menton.

## Origine
Le muscle mentonnier nait d'une fossette située de part et d'autre de la symphyse de la mandibule.

## Trajet
Le muscle mentonnier se dirige en bas, en avant et en dehors en s'évasant pour former une sorte de houppe et en laissant chez certains individus dans la partie centrale séparant les deux muscles une fossette appelée fossette mentonnière. Rouge et fasciculé dans sa partie supérieure, il devient décoloré et rempli de graisse dans sa partie inférieure.

## Insertion
Le muscle mentonnier s'achève dans la peau du menton

## Innervation
Le muscle mentonnier est innervé par des rameaux issus de la branche mandibulaire du nerf facial.

## Action
Le muscle mentonnier est releveur de la peau du menton qu'il fronce et par suite releveur indirect de la lèvre inférieure qu'il projette en avant.

## Aspect clinique
Le géniospasme est un mouvement anormal d'origine génétique intéressant le muscle mentonnier.

## Autres dénominations
À noter que Nguyen Huu, B.Vallée et H.Person dans leur ouvrage d'anatomie de la tête et du cou, le nomment « Mental » ou encore « Muscle du menton ».